# جیا یوبینگ
جیا یوبینگ (انگلیسی: Jia Yubing؛ زادهٔ ۱۸ فوریهٔ ۱۹۸۳) بازیکن بیسبال اهل چین بود. در بازی‌های المپیک تابستانی ۲۰۰۸ شرکت کرده‌است.